# Награды Сенегала
Награды Сенегала включают в себя ордена и медали.

## Ордена
- Национальный орден Льва основан 22 октября 1960 года. Состоит из пяти степеней с лентами зелёного цвета[1]:

 — Большой крест
 — Великий офицер
 — Командор
 — Офицер
 — Кавалер
- Орден Заслуг основан 22 октября 1960 года. Состоит из пяти степеней с зелёными лентами с узкой жёлтой полоской:

 — Большой крест
 — Великий офицер
 — Командор
 — Офицер
 — Кавалер
- Орден 20 августа основан 2 октября 1960 года. Лента красного цвета с центральной чёрной полосой.

- Орден Академических пальм основан 23 декабря 1974 года. Состоит из трёх степеней с лентами фиолетового цвета с жёлтой полосой в центре:

 — Командор
 — Офицер
 — Кавалер
- Орден Сельскохозяйственных заслуг основан 7 августа 1982 года. Состоит из трёх степеней с лентами синего цвета с темно-бордовой полосой в центре и зелеными краями:

 — Командор
 — Офицер
 — Кавалер

## Медали

### Военные
- Крест Воинской доблести

Основан 1 февраля 1968 года. Награждение производится за совершение актов доблести в мирное или военное время. Лента темно-бордового цвета с жёлтой полосой в центре, обрамлённой двумя чёрными полосами.
- Военная медаль

Основана 28 апреля 1964 года. Награждение производится за совершение актов доблести в военное время. Лента зелёного цвета с жёлтой полосой в центре с узкими желтыми краями.
- Медаль «За ранение»

Награждение производится за получение ранения в бою. Лента зелёного цвета с узкой красной полосой в центре.

### Медали почёта
- Медаль почёта армии

Основана 12 марта 2007 года. Лента красного цвета с голубыми краями.
- Медаль почёта жандармерии

Основана в 1978 году. Лента синего цвета с зелёной, жёлтой и красной полосами в центре.
- Медаль почёта полиции

Основана 29 мая 1972 года. Лента жёлтого цвета с зелёной полосой в центре с красными краями.
- Медаль почёта таможенной службы

Основана 13 января 1966 года. Лента жёлтого цвета с красной полосой в центре с зелёными краями.
- Медаль почёта пожарной службы

Основана 31 декабря 1980 года.
- Медаль почёта учителей

### Прочие
- Медаль труда

Основана 25 февраля 1966 года. Награждение производится за выслугу лет меньше чем в трёх местах работы. Большая золотая медаль за 30 лет; золотая медаль за 25 лет; Позолоченная серебряная медаль за 20 лет; серебряная медаль за 15 лет. Лента из горизонтальных полос зелёного, жёлтого и красного цвета.
- Медаль «Хорошим водителям грузовиков»